# Boston Open 1998
Die Boston Open 1998 im Badminton fanden am MIT in Cambridge statt. Es war die zweite Auflage dieser Turnierserie.

## Finalergebnisse
| Disziplin    | Sieger                         | Finalist                        | Ergebnis            |
| ------------ | ------------------------------ | ------------------------------- | ------------------- |
| Herreneinzel | Wu Chibing                     | Andy Chong                      | 15-8, 15-9          |
| Dameneinzel  | Tracey Thompson                | Carol Tamaru                    | 11-5, 11-2          |
| Herrendoppel | Andy Chong Kington Hooi        | Wu Chibing Peng Hoong Chung     | 9-15, 15-12, 15-12  |
| Damendoppel  | Daphne Chang Ulrika von Pfaler | Barbara McKinley Birgitte Patel | 15-13, 11-15, 15-11 |
| Mixed        | Andy Chong Emily Noyes         | Kyle Hunter Allison Hatton      | 15-1, 15-5          |